# Madraza de Granada

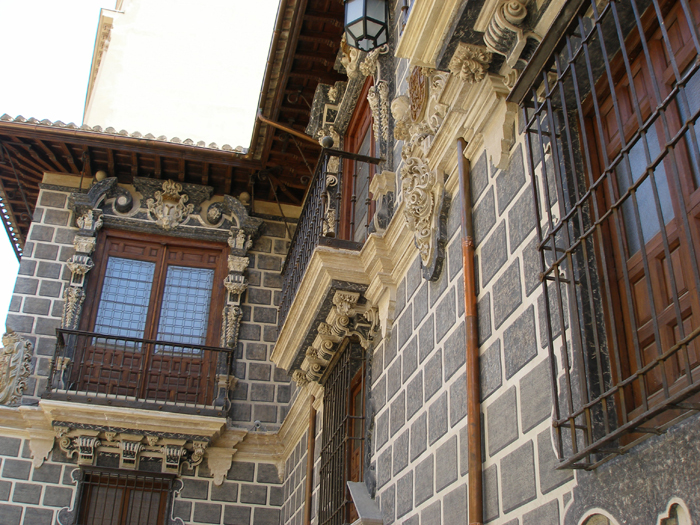
Detail der Fassade

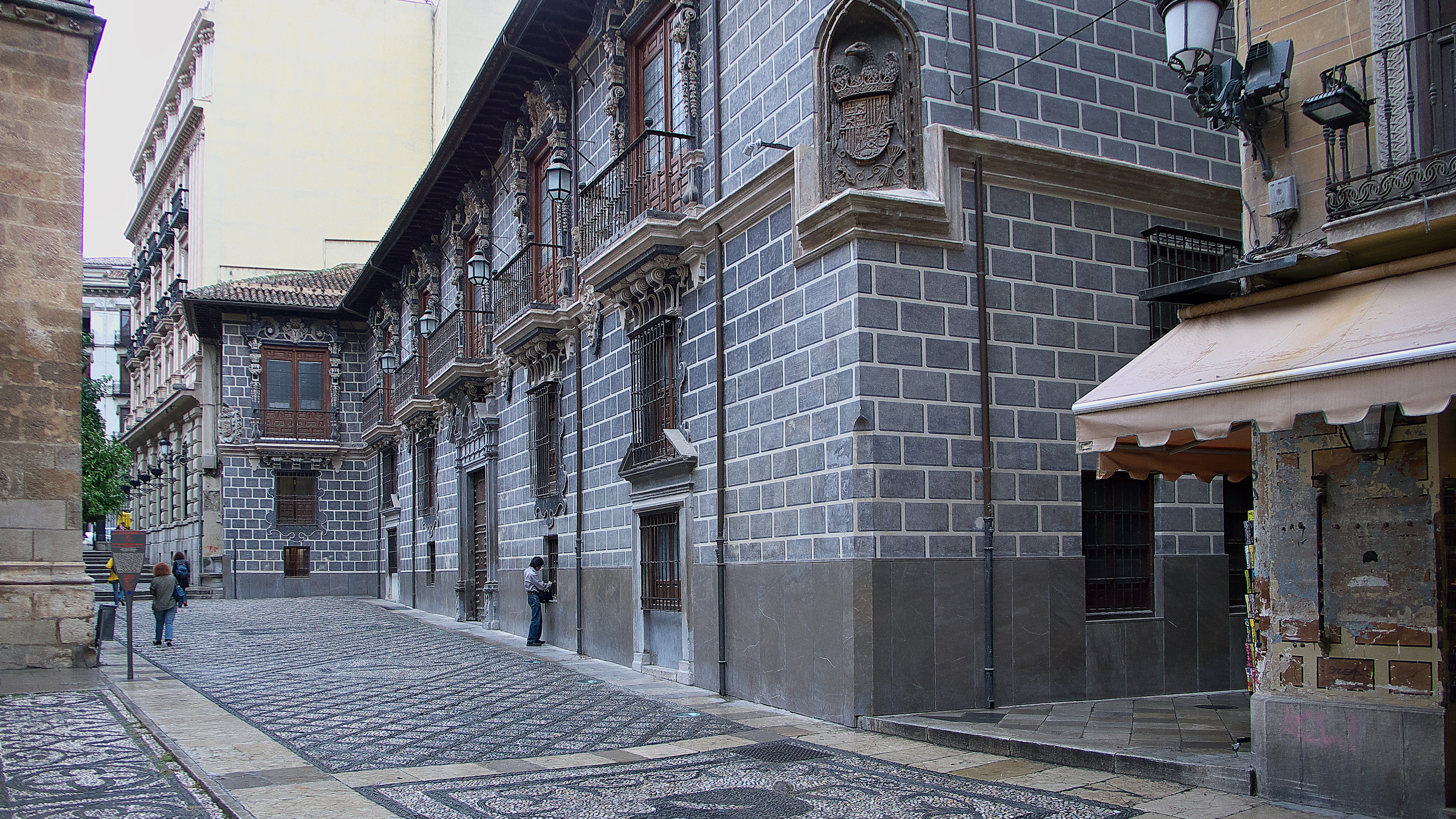
Fassade

Die Madraza de Granada (arabisch ﻣﺩﺭﺴة, „Schule“; auch Yusufiyya, Casa de la Ciencia („Haus der Wissenschaften“), Palacio de la Madraza) war die Madrasa oder Universität des maurischen Granada; sie wurde 1349 durch Yusuf I. gegründet. Heute gehört das in der Calle Oficios gelegene Gebäude zur Universidad de Granada und wird für kulturelle Zwecke genutzt. Zudem hat hier die Real Academia de Bellas Artes de Nuestra Señora de las Angustias. ihren Sitz.
Die Lage des Gebäudes ist zentral; ursprünglich befand es sich neben der großen Moschee Granadas, die später durch die heutige Kathedrale ersetzt wurde. Zur maurischen Zeit wurden hier Recht, Medizin und Mathematik unterrichtet.

## Gebäude
Das ursprüngliche Gebäude, errichtet im Auftrag des Yusuf I., bot einen prächtigen Eingang aus weißem Marmor, dessen Überreste sich heute im Museo Arqueológico de Granada befinden, und war um einen zentralen Hof mit Brunnen herum errichtet. Die Fassade war mit Texten verziert, unter denen Quellen zufolge sich auch folgender fand: „Begehrt dein Geist zu studieren und dem Dunkel des Unwissens zu entkommen findest Du hier den schönen Baum der Ehre. Das Studium ermöglicht es Begabten, wie Sterne zu strahlen, und erhebt auch die anderen in gleichen Stand“.
Das heutige Gebäude bietet eine stark abweichende Erscheinung; nachdem das christliche Spanien die Herrschaft in Granada übernommen hatte, wurde die ursprüngliche Struktur erweitert und im Mudejar-Stil umgebaut. Weitere bedeutende Umbauten erfolgten im 18. Jahrhundert; vom ursprünglichen Gebäude sind nur noch Teile der Fassade und die Gebetshalle erhalten.

## Geschichte
Das Gebäude diente, gemäß dem Vertrag von Granada (1491) bis 1499/1500 als Madrasa. Mit der Ankunft von Erzbischof Francisco Jiménez de Cisneros endete die Zeit der Toleranz in Granada; Cisneros ließ die Bücher der Madrasa auf dem nahen Platz Bib-Rambla bringen und dort verbrennen. Zusammen mit seiner Praktik der Zwangskonvertierung führte dies zum ersten Aufstand der Mauren. Das Gebäude der Madrasa wurde 1500 der Stadtverwaltung von Granada übergeben.
Aktuell wird das Gebäude von der Universität von Granada verwaltet. 2006/2007 wurden archäologische Ausgrabungen unternommen, im Folgenden wurde das Gebäude restauriert; seit 2011 ist es wieder der Öffentlichkeit zugänglich.